# Logistik-AGB
Die Logistik-AGB sind Allgemeine Geschäftsbedingungen (AGB) für Logistikverträge.

## Logistik-AGB Stand 2006
Das 20 Paragraphen umfassende Regelwerk entstand zwischen 2005 und 2006 durch den Arbeitskreis Logistikrecht unter der Leitung von Thomas Wieske vom Institut für Logistikrecht & Riskmanagement (ILRM) an der Hochschule Bremerhaven. Im Arbeitskreis wirkten sowohl Vertreter der Verlader, der Spediteure und Logistikkonzerne, als auch der Versicherungen mit, um die Ausgewogenheit der Logistik-AGB im Verhältnis der unterschiedlichen Brancheninteressen zu gewährleisten und diese zur Vertragsgrundlage für alle Beteiligten des Logistikvertrages zu machen. Damit wurde an die langjährige erfolgreiche Tradition der Allgemeine Deutsche Spediteurbedingungen (ADSp) als branchenübergreifendes Regelwerk angeknüpft. Auch wenn bisher keine entsprechende gemeinsame Empfehlung der jeweiligen Branchenverbände vorliegt, werden die Logistik-AGB von vielen Spediteuren und Logistikkonzernen neben den ADSp als Vertragsgrundlage verwendet.
Die Logistik-AGB gelten für logistische (Zusatz-)Leistungen, die keine Transporte nach Ziffer 2.1 der ADSp sind oder nicht einem Fracht-, Speditions- oder Lagervertrag unterfallen, sondern dem Werkvertragsrecht unterliegen, beispielsweise einzelne Fertigungsschritte, die Verpackung von Waren, Auftragsannahme, Warenprüfung, oder auch Informationsmanagement oder Regalservice im Handel. Insbesondere sollen sie für sogenannte kurzfristige Zurufgeschäfte, deren geringer Umfang und Kurzfristigkeit einen individuell ausgehandelten umfassenden Logistikvertrag nicht zulassen, eine interessengerechte und den wirtschaftlichen Gegebenheiten angepasste standardisierte Vertragsgrundlage bilden.
Zentraler Bestandteil der Logistik-AGB sind die unter Punkt 14 enthaltenen Haftungshöchstgrenzen für den Auftragnehmer. Damit übernehmen sie den in der Transportbranche bestehenden Regelfall der begrenzten Haftung und Haftungshöchstgrenzen, vgl. § 431 HGB, 23. ADSp, Art. 23 Abs. 3 CMR, et al. Die Haftungshöchstgrenzen belaufen sich auf 20.000 € je Schadensfall, 100.000 € bei Serienschäden und 500.000 € für alle Schadensfälle eines Jahres, wobei die Vertragsparteien auch andere Höchstgrenzen vereinbaren können, worauf 14.4 Logistik-AGB ausdrücklich hinweist.

## Logistik-AGB Stand 2019
Aus der Pressemitteilung des DSLV u. a. vom 3. Juni 2019:

„Der Bundesverband Spedition und Logistik (DSLV), der Bundesverband Möbelspedition und Logistik (AMÖ) sowie der Bundesverband Güterkraftverkehr Logistik und Entsorgung (BGL) empfehlen unverbindlich, ab 1. Juli 2019 die Logistik-AGB 2019 anzuwenden. Gemeinsam mit dem Institut für Logistikrecht und Riskmanagement (ILRM), Bremerhaven, unter Leitung von Prof. Dr. Thomas Wieske, haben die Bundesverbände die Allgemeinen Geschäftsbedingungen für sogenannte speditionsunübliche logistische Leistungen aktualisiert und erweitert.“

Insbesondere die ADSp 2017 wurden bei der Neufassung berücksichtigt, aber vor allem auch der Anwendungsbereich erweitert und einheitliche Standards für die Auftragserteilung und -abwicklung definiert.